# Cassius Marcellus Coolidge
Cassius Marcellus Coolidge (* 18. September 1844 in Antwerp, New York; † 13. Januar 1934 in New York City, New York) war ein US-amerikanischer Maler. Er wurde bekannt mit seiner aus einer Reklamekampagne einer Zigarrenfirma entstandenen Gemälde-Serie „Dogs Playing Poker“.
Am 15. Februar 2005 wurden zwei seiner Werke A Bold Bluff und Waterloo: Two im Auktionshaus Doyle in New York versteigert. Der Zuschlag erfolgte bei 590.400 $. Dieser Auktionserlös stellt einen Rekord für Coolidges Werke dar.

## Werke (Auswahl)

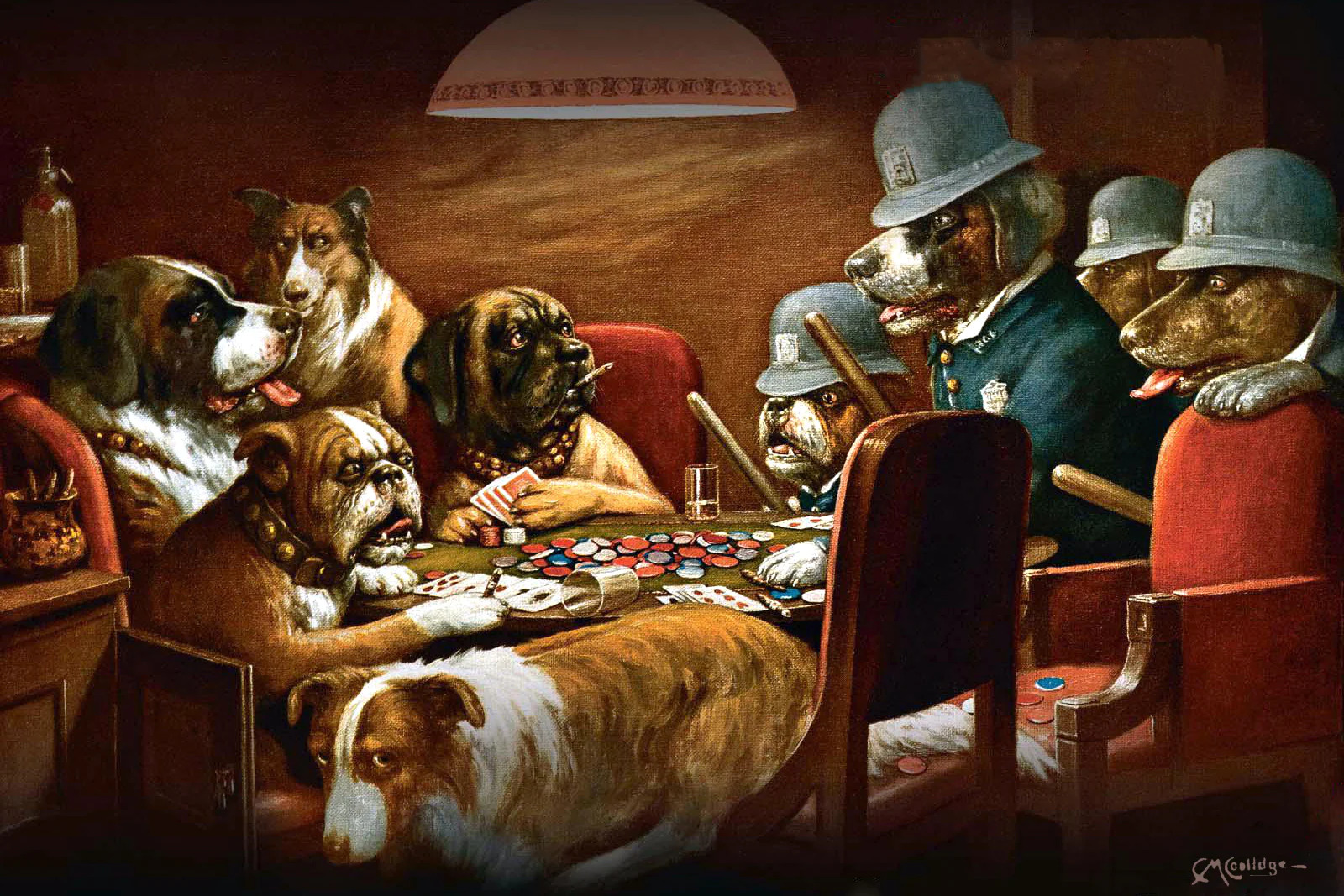
Pinched with Four Aces von C. M. Coolidge

Die Bilderserie, zu der auch die pokerspielenden Hunde gehören, beinhaltet die folgenden Gemälde:
- A Bachelor’s Dog
- A Bold Bluff
- Breach of Promise Suit
- A Friend in Need
- His Station and Four Aces
- New Year’s Eve in Dogville
- One to Tie Two to Win
- Pinched with Four Aces
- Poker Sympathy
- Post Mortem
- The Reunion
- Riding the Goat
- Sitting up with a Sick Friend
- Stranger in Camp
- Ten Miles to a Garage
- Waterloo

## Privat
Coolidge heiratete mit 64 Jahren 1909 Gertrude Kimmell (* 17. Oktober 1883, † 4. August 1977), ihre Tochter Marcella wurde 1910 geboren. Coolidge starb am 13. Januar 1934 in New York City.